# Okręg wyborczy Ealing
Okręg wyborczy Ealing powstał w 1885 r. i wysyłał do brytyjskiej Izby Gmin jednego deputowanego. Okręg położony był w zachodnim Londynie. Został zlikwidowany w 1945 r.

## Deputowani do brytyjskiej Izby Gmin z okręgu Ealing
- 1885–1906: George Hamilton, Partia Konserwatywna
- 1906–1931: Herbert Nield, Partia Konserwatywna
- 1931–1945: Frank Sanderson, Partia Konserwatywna